# Clinton County (Michigan)
Clinton County ist ein County im Bundesstaat Michigan der Vereinigten Staaten. Der Verwaltungssitz (County Seat) ist St. Johns. Das U.S. Census Bureau hat bei der Volkszählung 2020 eine Einwohnerzahl von 79.128 ermittelt.

## Geographie
Das County liegt etwas südlich des geographischen Zentrums der Unteren Halbinsel von Michigan und hat eine Fläche von 1488 Quadratkilometern, wovon acht Quadratkilometer Wasserfläche sind. Es grenzt im Uhrzeigersinn an folgende Countys: Gratiot County, Shiawassee County, Ingham County, Eaton County und Ionia County.

## Geschichte
Clinton County wurde 1831 als Original-County aus freiem Territorium gebildet. Benannt wurde es nach DeWitt Clinton, einem Gouverneur von New York und Verantwortlichen für den Bau des Eriekanals.
Fünf Bauwerke des Countys sind im National Register of Historic Places eingetragen (Stand 23. November 2017).

## Demografische Daten

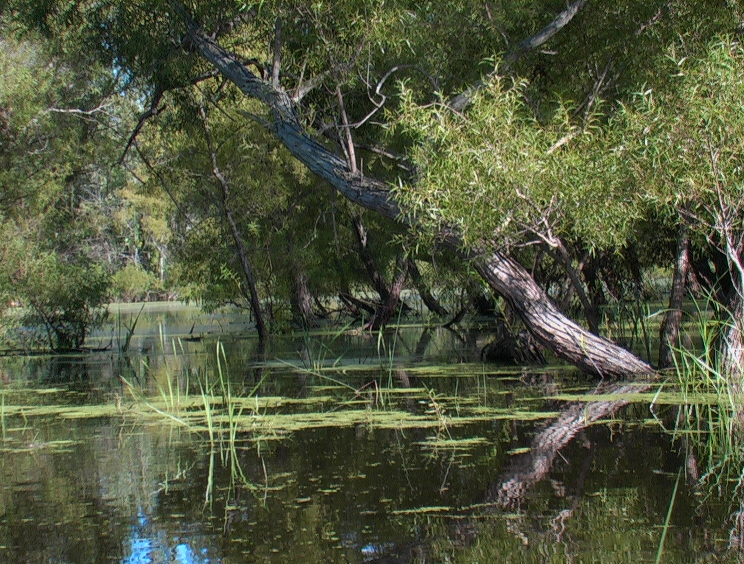
Nebenfluss des Looking Glass Rivers

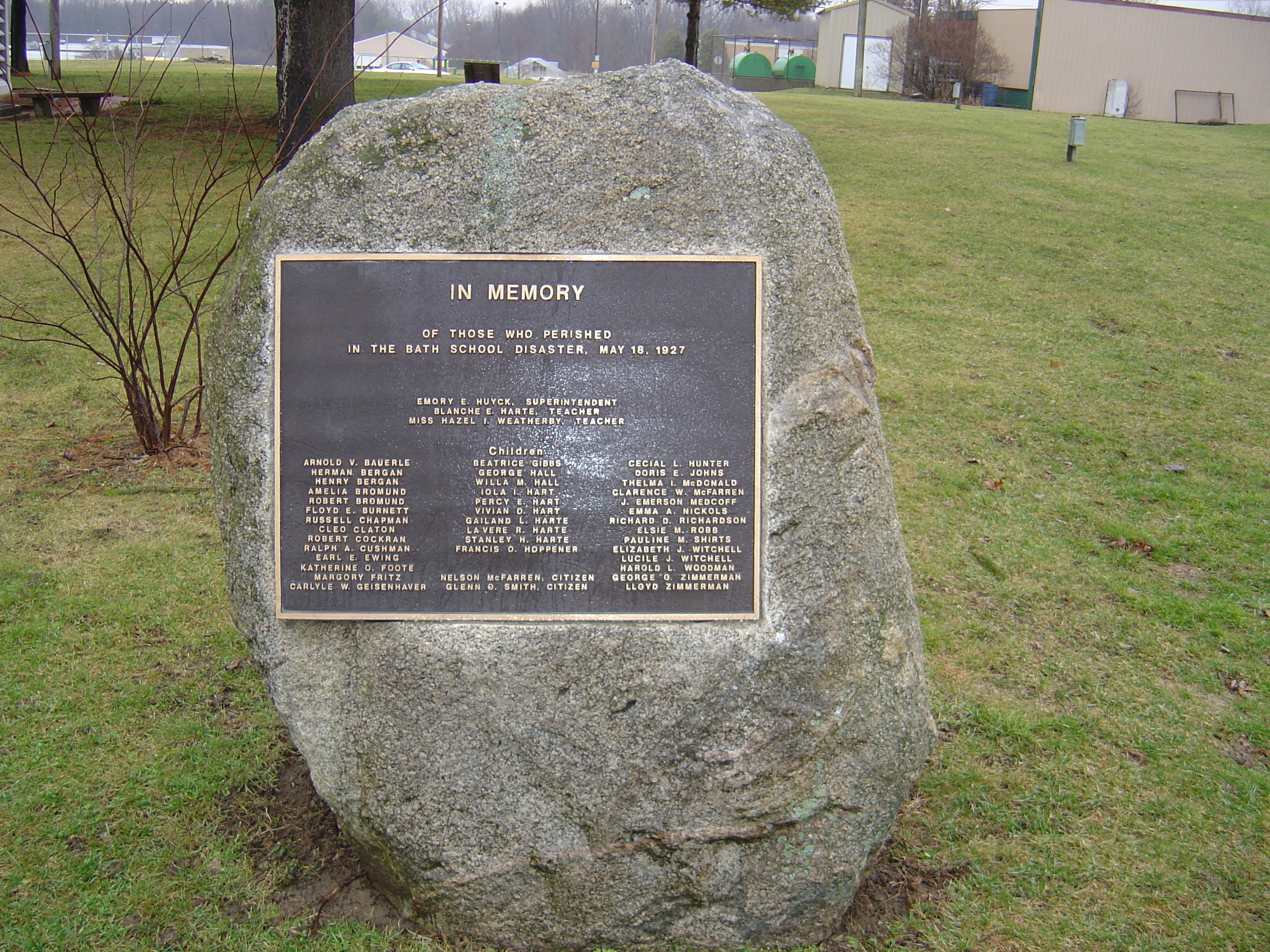
Gedenkstein an das Schulmassaker von Bath

Nach der Volkszählung im Jahr 2000 lebten im Clinton County 64.753 Menschen. Davon wohnten 805 Personen in Sammelunterkünften, die anderen Einwohner lebten in 23.653 Haushalten und 17.976 Familien. Die Bevölkerungsdichte betrug 44 Einwohner pro Quadratkilometer. Ethnisch betrachtet setzte sich die Bevölkerung zusammen aus 96,40 Prozent Weißen, 0,63 Prozent Afroamerikanern, 0,44 Prozent amerikanischen Ureinwohnern, 0,52 Prozent Asiaten, 0,04 Prozent Bewohnern aus dem pazifischen Inselraum und 0,81 Prozent aus anderen ethnischen Gruppen; 1,17 Prozent stammten von zwei oder mehr Ethnien ab. 2,61 Prozent der Bevölkerung waren spanischer oder lateinamerikanischer Abstammung.
Von den 23.653 Haushalten hatten 37,4 Prozent Kinder unter 18 Jahren, die bei ihnen lebten. 64,3 Prozent waren verheiratete, zusammenlebende Paare, 8,4 Prozent waren allein erziehende Mütter und 24,0 Prozent waren keine Familien. 19,8 Prozent waren Singlehaushalte und in 7,1 Prozent lebten Menschen im Alter von 65 Jahren oder darüber. Die Durchschnittshaushaltsgröße betrug 2,70 und die durchschnittliche Familiengröße lag bei 3,12 Personen.
28,1 Prozent der Bevölkerung waren unter 18 Jahre alt. 7,3 Prozent zwischen 18 und 24 Jahre, 29,2 Prozent zwischen 25 und 44 Jahre, 24,5 Prozent zwischen 45 und 64 Jahre und 10,9 Prozent waren 65 Jahre oder älter. Das Durchschnittsalter betrug 37 Jahre. Auf 100 weibliche Personen kamen 98,9 männliche Personen. Auf 100 Frauen im Alter von 18 Jahren und darüber kamen statistisch 95,6 Männer.
Das jährliche Durchschnittseinkommen eines Haushalts betrug 52.806 USD, das Durchschnittseinkommen einer Familie 60.491 USD. Männer hatten ein Durchschnittseinkommen von 42.379 USD, Frauen 31.065 USD. Das Prokopfeinkommen betrug 22.913 USD. 3,3 Prozent der Familien und 4,6 Prozent der Bevölkerung lebten unterhalb der Armutsgrenze.

## Orte im County
- Bath
- Clinton Village
- DeWitt
- Duplain
- Eagle
- East DeWitt
- Elsie
- Eureka
- Fowler
- Gunnisonville
- Hubbardston
- Maple Rapids
- Matherton
- Ovid
- Price
- Riley
- Saint Johns
- Shepardsville
- South Riley
- Valley Farms
- Wacousta
- Westchester Heights
- Westphalia

Townships
- Bath Charter Township
- Bengal Township
- Bingham Township
- Dallas Township
- DeWitt Charter Township
- Duplain Township
- Eagle Township
- Essex Township
- Greenbush Township
- Lebanon Township
- Olive Township
- Ovid Township
- Riley Township
- Victor Township
- Watertown Charter Township
- Westphalia Township